# Роспильози
Роспильози (итал. Rospigliosi) — старинная аристократическая итальянская семья, родом из Пистойи и имеющая древние ломбардские корни.
Согласно свидетельствам, полученным ещё в Раннем Средневековье, семья разбогатела благодаря сельскому хозяйству, торговле и промышленности, достигнув своего апогея и высокого дворянского статуса в Риме благодаря Джулио Роспильози, избранному папой римским в 1667 году под именем Климента IX.